# Пенал и сексуални живот Ане Ђ.
Пенал и сексуални живот Ане Ђ. је српски филм из 2023. у режији Милице Стојанов и Ане Ђорђевић.
Премијерно је приказан и на стриминг платформи Аполон 14. априла 2023. године.

## Радња
Пролеће 2020. године; букнула је пандемија корона-вируса. Позоришта су прекинула рад. Пробе представа су обустављене.
Чемер, празнина, злокобна тишина. Ипак редитељка Ана, добија понуду да драматизује и режира комад Голманов страх од пенала, ремек дело Петера Хандкеа. То је велики изазов и шанса да се покрене посустала каријера.
Проблем је што јој креативни процес емотивно инхибира и блокира сексуалност, али уз наговор најбоље пријатељице Сање - Ана се ипак упушта у креативни процес.
Редитељска се суочава са типичним позоришним фолклором. Део ансамбла подрива представу у коју не верује, а општи јавашлук иритира редитељку и урушава јој самопоуздање погоршавајући њен љубавни однос.
Ана се одлучује на бег од свих и када су сви изгубили наду, враћа се. Схвата да је својом егоцентричношћу угрозила пројекат. Прихвата кривицу, проживљава катарзу и завршава представу која, упркос скептицима, на премијери доживљава овације...

## Улоге
| Глумац               | Улога             |
| -------------------- | ----------------- |
| Марта Береш          | Ана               |
| Милован Филиповић    | Милован           |
| Сања Ристић          | Сања              |
| Марко Марковић       | Марко             |
| Бојана Тушуп         | Бојана            |
| Југослав Крајнов     |                   |
| Тања Пјевац          | Тања              |
| Пеђа Марјановић      | Пеђа              |
| Марко Савковић       | Зоки              |
| Исидора Рајковић     | Буба              |
| Јелена Симић         | Наташа            |
| Ервин Палфи          | Ервин             |
| Тијана Максимовић    | психотерапеуткиња |
| Мирослав Фабри       |                   |
| Бојана Милановић     | Дијана            |
| Жељка Лашић          | новинарка         |
| Александра Вулановић | Андријана         |
| Александар Ербес     | камерман          |
| Александар Мрђан     | Наташин вереник   |
| Сергеј Бабић         | декоратор         |
| Милан Милановић      | мајстор           |